# 2MASS J0523-1403
2MASS J0523-1403 – czerwony karzeł leżący w gwiazdozbiorze Zająca. Należy do typu widmowego L2,5. Jest to gwiazda niezwykle słaba, reprezentantka najmniejszych obiektów astronomicznych będących jeszcze gwiazdami, a nie brązowymi karłami.

## Charakterystyka
Promień tego obiektu wynosi 8,6% promienia Słońca (ma rozmiary Saturna), a jego jasność jest prawie 8000 razy mniejsza niż jasność Słońca. Pomimo stosunkowo niewielkiej odległości od Ziemi, ok. 40 lat świetlnych, jest widoczny dopiero przy użyciu silnych teleskopów optycznych wrażliwych na podczerwień. Temperatura powierzchni gwiazdy to około 2100 kelwinów, prawie trzykrotnie mniej niż temperatura fotosfery Słońca.

## Znaczenie dla astrofizyki
Wykresy zależności promienia od temperatury i promienia od jasności posiadają lokalne minimum, oddzielające ciąg główny gwiazd prowadzących syntezę wodoru w hel od brązowych karłów, które nie są zdolne do prowadzenia tego procesu. Istnienie minimum wynika z tego, że w przypadku gwiazd większa masa odpowiada większemu promieniowi, podczas gdy dla brązowych karłów większej masie odpowiada mniejszy promień (ze względu na degenerację materii). Bardzo mały promień 2MASS J0523-1403 sprawia, że znajduje się ona blisko tego minimum, po stronie gwiezdnej.